# Sorsajärvi (sjö, lat 66,78, long 27,37)
Sorsajärvi är en sjö i Finland.   Den ligger som en utvidgning av Kemi älv före dess utlopp i Kemi träsk i Kemijärvi kommun i landskapet Lappland, i den norra delen av landet, 700 km norr om huvudstaden Helsingfors. Sorsajärvi ligger 148,8 meter över havet. 
Trakten ingår i den boreala klimatzonen. Årsmedeltemperaturen i trakten är −3 °C. Den varmaste månaden är juli, då medeltemperaturen är 15 °C, och den kallaste är januari, med −18 °C.